# Cladonia divaricata
Cladonia divaricata Nyl. (1860), è una specie di lichene appartenente al genere Cladonia,  dell'ordine Lecanorales.
Il nome proprio deriva dal latino divaricatus, che significa che si allarga, che si fende in più parti, ad indicare la struttura dei podezi.

## Caratteristiche fisiche
Il fotobionte è principalmente un'alga verde delle Trentepohlia.

## Località di ritrovamento
La specie è stata rinvenuta nelle seguenti località:
- Brasile (Paraná)
- Réunion

## Tassonomia
Questa specie dalla maggior parte dei lichenologi viene attribuita alla sezione Unciales; alcuni, (Stenroos e altri), ritengono che costituisca una sezione a parte, detta Divaricatae, a causa di un aspetto spinoso che condivide anche con C. albofuscescens, C. consimilis, C. fleigiae, C. minarum, C. steyermarkii e C. variegata; 
a tutto il 2008 non sono state identificate forme, sottospecie e varietà.